# Dysimia pseudomaculata
Dysimia pseudomaculata är en insektsart som beskrevs av Broomfield 1985. Dysimia pseudomaculata ingår i släktet Dysimia och familjen Derbidae. Inga underarter finns listade i Catalogue of Life.